# 20001 Marinakoren
20001 Marinakoren este o planetă minoră (asteroid), cu un diametru de 22,717 km, din centura de asteroizi. A fost descoperită pe 5 februarie 1991 la Yorii Observatory⁠(d) de Masaru Arai⁠(d). 
Obiectul prezintă o orbită caracterizată de o semiaxă mare de 3,1123279 UAi, o excentricitate de 0,12, o înclinație de 17,01413 ° în raport cu ecliptica.